# طغیان نیل
طغیان نیل (انگلیسی: Flooding of the Nile) و رسوب گل و لای آن یک چرخه طبیعی بود که اولین بار در دوره مصر باستان ثبت شد. این مسئله در تاریخ و فرهنگ مصر از اهمیت ویژه‌ای برخوردار بود. حکومت‌ها و حاکمان مصر در قرن نوزدهم شروع به ساخت زیرساخت‌هایی برای کنترل و مهار سیل کردند و این پروژه‌ها تا قرن بیستم ادامه یافت. چرخه سیل سالانه در مصر در سال ۱۹۷۰ با تکمیل سد بلند اسوان به پایان رسید.